# Mike Oldfield
Michael Gordon Oldfield (n. 15 mai 1953, Reading, Anglia) este un compozitor și muzician poli-instrumentist, lucrând în mai multe stiluri muzicale, așa cum ar fi rock progresiv, folk, muzică etnică, clasică, electronică și, mai recent, dance. Este cel mai bine cunoscut pentru succesul albumulului său Tubular Bells, apărut în 1973.

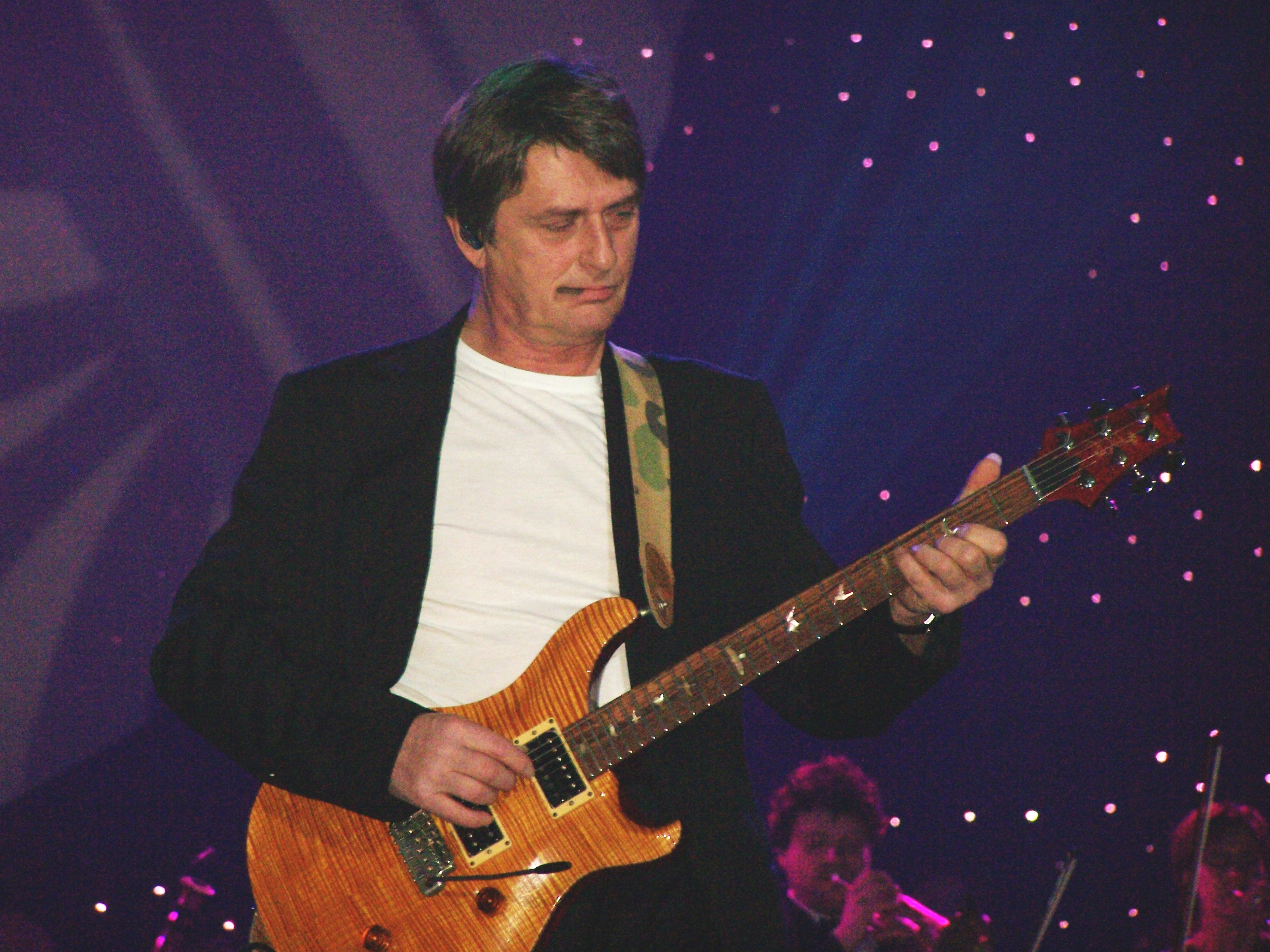
Mike Oldfield cu PRS său personalizat 24 în decembrie 2006, la Festhalle din Frankfurt

## Biografie
Părinții lui Mike sunt Maureen și Raymond Oldfield. Sora sa, Sally, și fratele sau, Terry, sunt și ei muzicieni consacrați, apărând pe câteva dintre albumele sale. Mike și cântăreața norvegiană Anita Hegerland au doi copii.

### Perioada timpurie
Cariera lui Oldfield a început devreme, cântând la chitară acustică în cluburile de muzică folk. În această perioadă, avea deja două piese instrumentale a câte 15 minute, precursoare ale compozițiilor sale de la începutul aniilor '70. În 1967, împreună cu sora sa, Sally, au format duetul The Sallyangie și au semnat un contract cu Transatlantic Records. Un album, Children of the Sun, a fost lansat în 1968. Dupa ce Sallyangie s-a destrămat, a format un duet cu fratele său, Terry, numit Barefoot, care l-a reîntors în muzica rock.
Având înregistrat un demo al Tubular Bells, Oldfield a încercat să convingă pe cineva să-i lanseze proiectul, dar i s-a spus că nu este prea grozav. Totuși, în 1972 a întalnit un tânăr, Richard Branson, care se pregătea să-și lanseze noua sa casă de discuri, Virgin Records, și, după ce și-a prezentat demo-ul inginerilor de sunet Tom Newman și Simon Heyworth, a început înregistrarea integrală a albumului.

### 1973-1991: PerioadaVirgin Records
Cea mai celebră lucrare a lui Oldfield este Tubular Bells, înregistrată în 1972 și lansată pe 25 mai 1973, ca prim album al casei de discuri Virgin Records. Albumul, pe care Oldfield a cântat la mai mult de 20 de instrumente și care cuprinde mai multe genuri, a avut un succes colosal. Albumul a intrat repede în Top 10 în Marea Britanie unde a rămas 279 de săptămâni, o performanță reușită doar de zece albume în istoria topului. Albumul a captat atenția și în Statele Unite ale Americii, tema principală fiind folosită pentru filmul Exorcistul. În toamna anului 1974, Oldfield a lansat un nou album, Hergest Ridge, care a fost numărul 1 în Marea Britanie timp de trei săptămâni, înainte să fie detronat de Tubular Bells. Deși Hergest Ridge a fost lansat la mai bine de un an după Tubular Bells, a intrat în top înaintea acestuia.
La fel ca și Tubular Bells, Hergest Ridge era formată din două parți. În 1975 a apărut un nou album, Ommadawn, iar în 1978, Incantations, care cuprindea mai multe părți vocale ale surorii sale, Sally și Maddy Prior.

## Discografie

### Albume
- Sallyangie (1968)
- Tubular Bells (1973)
- Hergest Ridge (1974)
- Ommadawn (1975)
- Boxed (1976)
- Incantations (1978)
- Exposed (1979)
- Platinum (1979)
- Airborn(1980)
- QE2 (1980)
- Five Miles Out (1982)
- Crises (1983)
- Discovery (1984)
- The Killing Fields (1984)
- The Complete Mike Oldfield (1985)
- Islands (1987)
- Earth Moving (1989)
- Amarok (1990)
- Heaven's Open (1991)
- Tubular Bells II (1992)
- The Songs of Distant Earth (1994)
- Voyager (1996)
- XXV:The Essential (1997)
- Tubular Bells III (1998)
- Guitars (1999)
- The Millennium Bell (1999)
- Tres Lunas (2002)
- Tubular Bells 2003 (2003)
- Light + Shade (2005)
- Music of the Spheres (2008)
- Man on the Rocks (2014)
- Return to Ommadawn (2017)

## Soundtrack
Oldfield, Mike (1972). Mike Oldfield's single (Theme from "Tubular Bells"). Virgin Music (Publishing) ltd. 1-49806-F.
Oldfield, Mike (1984). Tubular Bells. Wise Publications. ISBN 978-0-86001-249-8. .Copyright 1973. Text written by Karl Dallas. Analysis by David Bedford. The text of this book originally appeared in "Let It Rock" magazine, December 1974, under the title of "Balm for the Walking Dead".[67]
Oldfield, Mike (1975). On Horseback. Virgin Music (Publishers) ltd. 1-49898-G.
Oldfield, Mike (1976). In Dulci Jubilo. Music by J.S.Bach, Arranged by Mike Oldfield. Virgin Music (Publishers) ltd. 1-49008-G.
Oldfield, Mike (1976). Portsmouth. Traditional, Arranged by Mike Oldfield. Virgin Music (Publishers) ltd. 1-0-50021-F.
Oldfield, Mike (1979). Guilty. West Central Printing Co. ltd. / Virgin Music (Publishers) ltd. VR 80107.
Ashworth-Hope, H. (1980). Blue Peter Theme (Barnacle Bill), As recorded by Mike Oldfield on Virgin Records and used on the BBC Television Series Blue Peter. EMI Music Publishing ltd. OCLC 810506300.
Oldfield, Mike (1984). 10 years: 1973-1983. Virgin Music (Publishers) ltd. OCLC 256751247. VR 80594.
Oldfield, Mike (1987). Mike Oldfield Hot Songs. IMP International Music Publications ltd. ISBN 1-85909-027-3.
Oldfield, Mike (1988). IMP Presents Mike Oldfield: 8 Hits including Tubular bells. IMP International Music Publications ltd. ISBN 978-0-86359-464-9.
Oldfield, Mike (1992). Tubular Bells II. IMP International Music Publications ltd. ISBN 978-0-86359-949-1.
Oldfield, Mike (1993). Tubular Bells II Concert Score. IMP International Music Publications ltd. ISBN 1-85909-004-4.
Oldfield, Mike (1994). Elements. The best of Mike Oldfield. Piano/Vocal/Guitar. IMP International Music Publications ltd. ISBN 1-85909-157-1.
Oldfield, Mike (1999). Tubular Bells III. Piano/Vocal/Guitar. IMP International Music Publications ltd. ISBN 1-85909-617-4.